# Малис, Леонид Германович
Леонид Германович Малис (1868 — 1942) — русский астроном, переводчик.

## Биография
Родился в 1868 году в многодетной семье; из его многочисленных братьев известность также получил как писатель по истории медицины, анатомии и педагогике Юлий Германович Малис.
В 1887 году окончил 6-ю Санкт-петербургскую гимназию. По окончании в 1893 году курса математического отделения физико-математического факультета Санкт-Петербургского университета был оставлен при университете по кафедре астрономии для приготовления к профессорскому званию; был хранителя при университетской обсерватории. В 1891—1893 гг. участвовал в организованных академиком О. А. Баклундом вычислениях движения периодической кометы Энке.
Состоял секретарем Русского астрономического общества; с 1899 года был редактором отдела астрономии и математики Большой Энциклопедии Южакова.
Написал: «О телескопических планетах между Марсом и Юпитером» («Известия русского астрономического общества». Вып. V); «Успехи наблюдательной астрономии» («Сборник статей в помощь самообразованию по мат., физ., химии и астр.». — М., 1898); «Современное состояние астрономии» (1898); редактировал 4-е издания «Начал космографии» Краевича (СПб., 1897); в Библиотеке журнала «Игрушечка» был напечатана его работа «Мой телескоп» (СПб.: тип. М-ва пут. сообщ., 1901. — 176 с., 36 ил.).
Перевёл: «Astronomie» А. Ф. Мёбиуса (1895); «The Sun» Юнга (1898; «Солнце». — 2 изд., 1899) и «Планета Марс» Скиапарелли («Физико-математический ежегодник». — М., 1900). Также переводил художественные произведения Артура Трейна: «Создатель лун» и «Вторая Луна».
Под редакцией Малиса были напечатаны переводы М. Тимофеевой книг Фламмариона.
В советское время преподавал математику в Ленинградском технологическом институте; в числе его публикаций:
- Систематический сборник задач и упражнений по высшей математике. — Ленинград : Гос. изд-во, 1924. Вып. 1: Аналитическая геометрия / Сост. Л. Г. Малис. — 172 с.
- Основания теории определителей / Л. Г. Малис; Предисл. Н. Михельсон ; Ленингр. хим.-технол. ин-т. — Ленинград : Кубуч, 1935 (типо-лит. ВЭТА). — 39 с. : черт.;

Скончался в апреле 1942 года в блокадном Ленинграде; был похоронен на Волковском кладбище.